# 梁群英
梁群英（？—1797年），字瀛賓、號偃坡，河南鹿邑人，清朝政治人物。
舉人出身。乾隆二十四年，任廣西雒容縣知縣。乾隆三十九年，任廣西藤縣知縣。乾隆四十二年，任奉天鐵嶺縣知縣；次年改奉天海城縣知縣。乾隆四十六年，任山西苛嵐州知州。乾隆四十七年，任江蘇松江府知府。乾隆五十四年，任江蘇常州府知府；次年署江寧布政使。乾隆五十六年，改常鎮通道。